# Império do Espírito Santo de São Carlos
O Império do Espírito Santo de São Carlos é um Império do Espírito Santo português que se localiza na freguesia açoriana de São Pedro, lugar de São Carlos, concelho de Angra do Heroísmo, ilha Terceira, arquipélago dos Açores.
Este Império do Espírito Santo tem a sua fundação no século XIX mais precisamente no ano de 1814.